# Куровечка
Курове́чка — село в Україні, у Війтовецькій селищній територіальній громаді Хмельницького району Хмельницької області. Населення становить 232 особу.

## Історія
7 (20) листопада 1917 року, відповідно до Третього Універсалу Української Центральної Ради, увійшло до складу Української Народної Республіки.

## Населення

### Мова
Розподіл населення за рідною мовою за даними :
| Мова       | Кількість | Відсоток |
| ---------- | --------- | -------- |
| українська | 232       | 100%     |

## Географія
Селом протікає річка Бовенець.

## Галерея

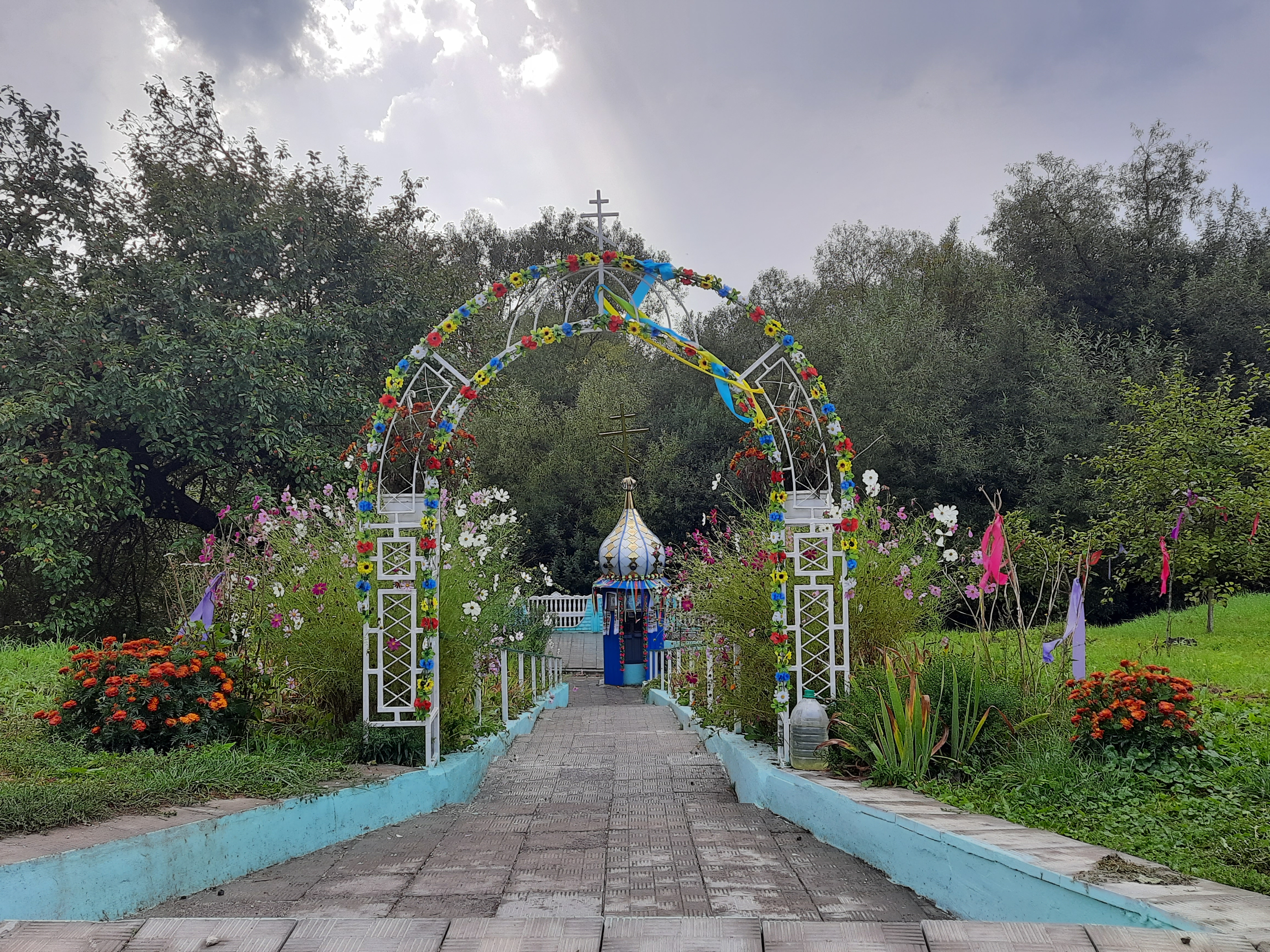
Капличка
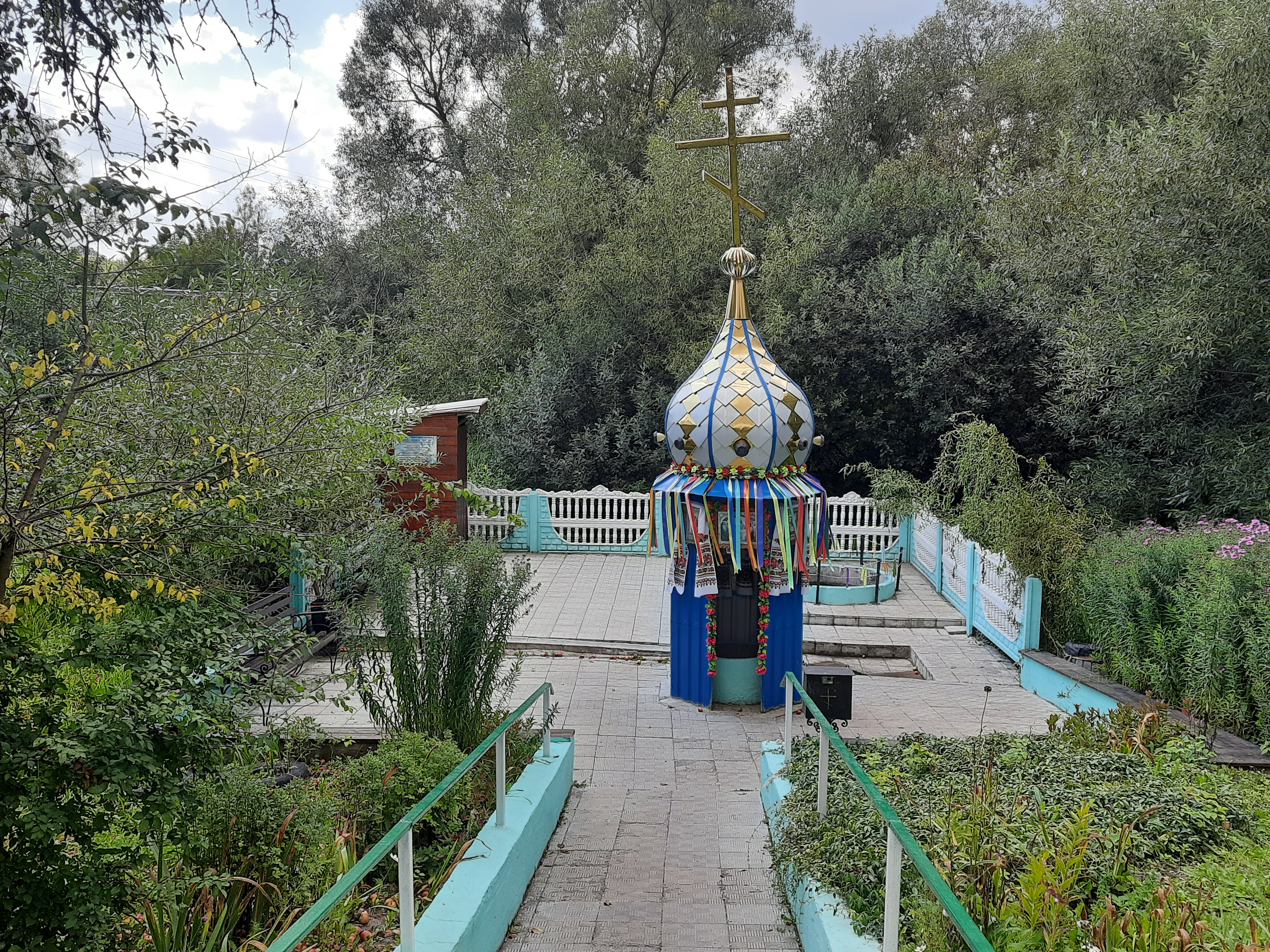
Джерело
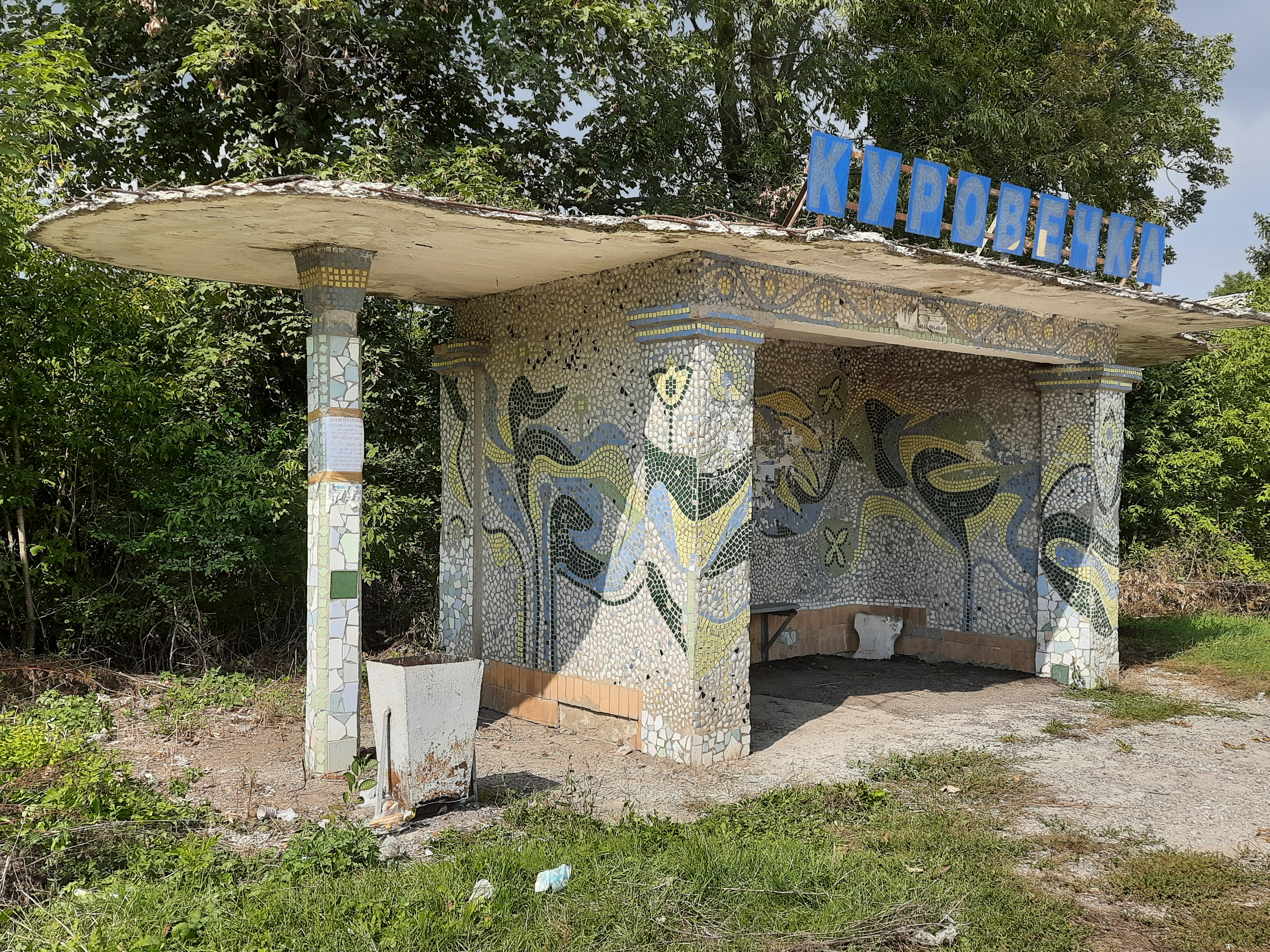
Автобусна зупинка
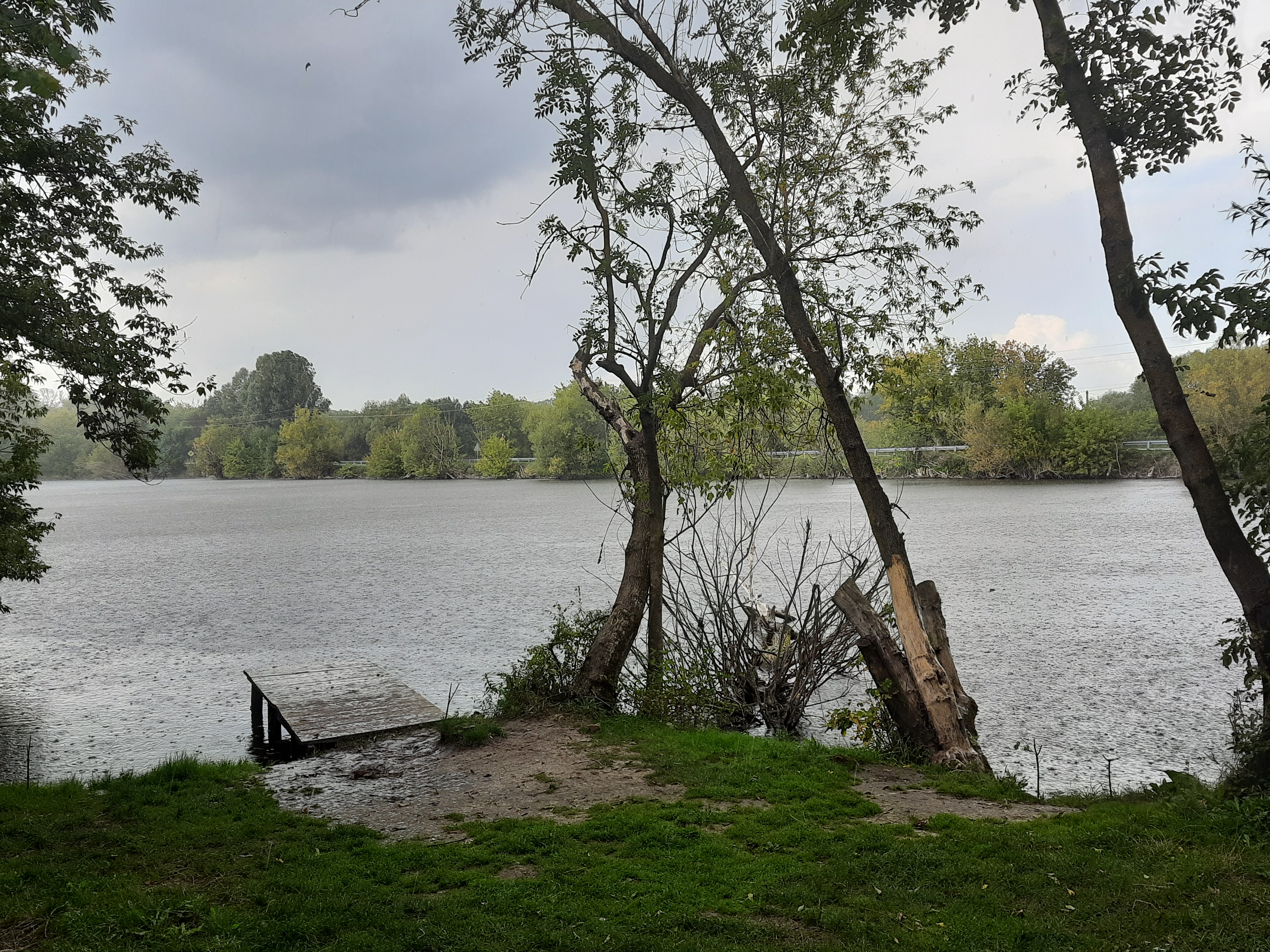
Став біля села